# Ruiny miast Majów w Belize

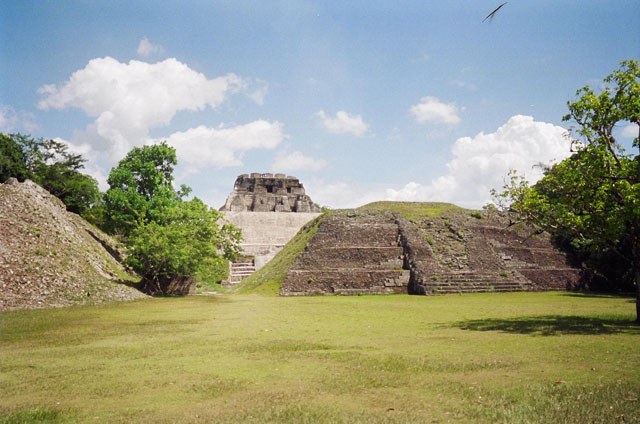
Ruiny Xunantunich

Ruiny miast Majów w Belize zawierają wiele dobrze znanych i historycznie ważnych stanowisk archeologicznych prekolumbijskich Majów. Belize jest uważane za część południowych nizin Majów w mezoamerykańskim kręgu kulturowym. Stanowiska tu znalezione były zamieszkałe od okresu preklasycznego (2000 r. p.n.e. – 200 r. n.e.) do okresu przed i po przybyciu Hiszpanów w XVI wieku.
Wiele stanowisk jest zagrożonych zniszczeniem przez przedsiębiorstwa budowlane, które często pozyskują kruszywo do budowy dróg ze starożytnych ruin.

## Caracol
Historycznie najważniejsze stanowisko. Caracol (hiszp. – ślimak) jest położony w zachodnim Belize blisko granicy z Gwatemalą i na terenie belizańskiej części lasu deszczowego porastającego nizinę Petén. Caracol był centrum jednego z największych królestw Majów i dziś zawiera ocalałe szczątki tysięcy budowli. Miasto było ważnym graczem w politycznych zmaganiach okresu klasycznego na południowych nizinach Majów i wiadomo, że pokonało i podporządkowało sobie Tikál, będąc w sojuszu z Calakmul, obecnie położonym w stanie Campeche w Meksyku.

## Cerros
Stanowisko Cerros położone nad zatoką Corozal w północnym Belize. Jest godne zauważenia jako jedno z najwcześniejszych majańskich miast, które przeżyło swój „złoty wiek” w późnym okresie preklasycznym oraz ze względu na obecność tzw. Grupy E, unikalnego kompleksu budowli, służącego prawdopodobnie obserwacjom astronomicznym.

## Lamanai
Lamanai położone nad New River w dystrykcie Orange Walk jest znane jako najdłużej i bez przerw zamieszkiwanym stanowiskiem w Mezoameryce. Pierwsze osiedle w Lamanai powstało we wczesnym okresie preklasycznym i było ciągle zamieszkałe do czasu kolonizacji europejskiej i w czasie jej trwania. Podczas hiszpańskiego podboju Jukatanu, konkwistadorzy ustanowili tu kościół katolicki, ale zbuntowani, miejscowi Majowie wypędzili ich. Zachowane ruiny kościoła stoją do dziś.

## Inne ruiny miast
Poniżej znajduje się lista stanowisk archeologicznych w Belize:
- Actun Tunichil Muknal
- Altun Ha
- Baking Pot
- Barton Creek Cave
- Cahal Pech
- Caracol
- Cerros
- Chaa Creek
- Colha
- Cuello
- El Pilar
- Ka'Kabish
- K'axob
- La Milpa
- Lamanai
- Louisville
- Lubaantun
- Marco Gonzalez
- Nim Li Punit
- Nohmul
- Nohoch Che'en
- Pusilha
- San Estevan
- Santa Rita Corozal
- Tipu
- Uxbenka
- Xnaheb
- Xunantunich